# Крюков, Лев Дмитриевич
Лев Дмитриевич Крюков (1783; предположительно Симбирская губерния; Российская империя — 13 мая 1843; Казань, Казанская губерния, Российская империя) — русский художник–портретист.

## Биография
Лев Дмитриевич Крюков был родом из крепостных крестьян Симбирской губернии, родился он в 1783 году. Учился в московской школе итальянца Клауде и в доме профессора Академии художеств Д. Левицкого.
В 1806 году получил место в Казанском университете «для обучения студентов рисованию и живописи сухими, водяными и масляными красками с оригиналов, с натуры и в миниатюре», в чем ему содействовал Карл Фёдорович Фукс.
Через год Крюков был зачислен на службу в Казанском университете, а в 1813 году сопровождал профессоров Эрдмана и Френа в их поездке в Булгары в качестве рисовальщика.
Сегодня работы художника представлены в музеях Казани, Кирова, Горького (Нижнего Новгорода) и Москвы.
Лев Дмитриевич Крюков умер 13 мая 1843 года в городе Казань.

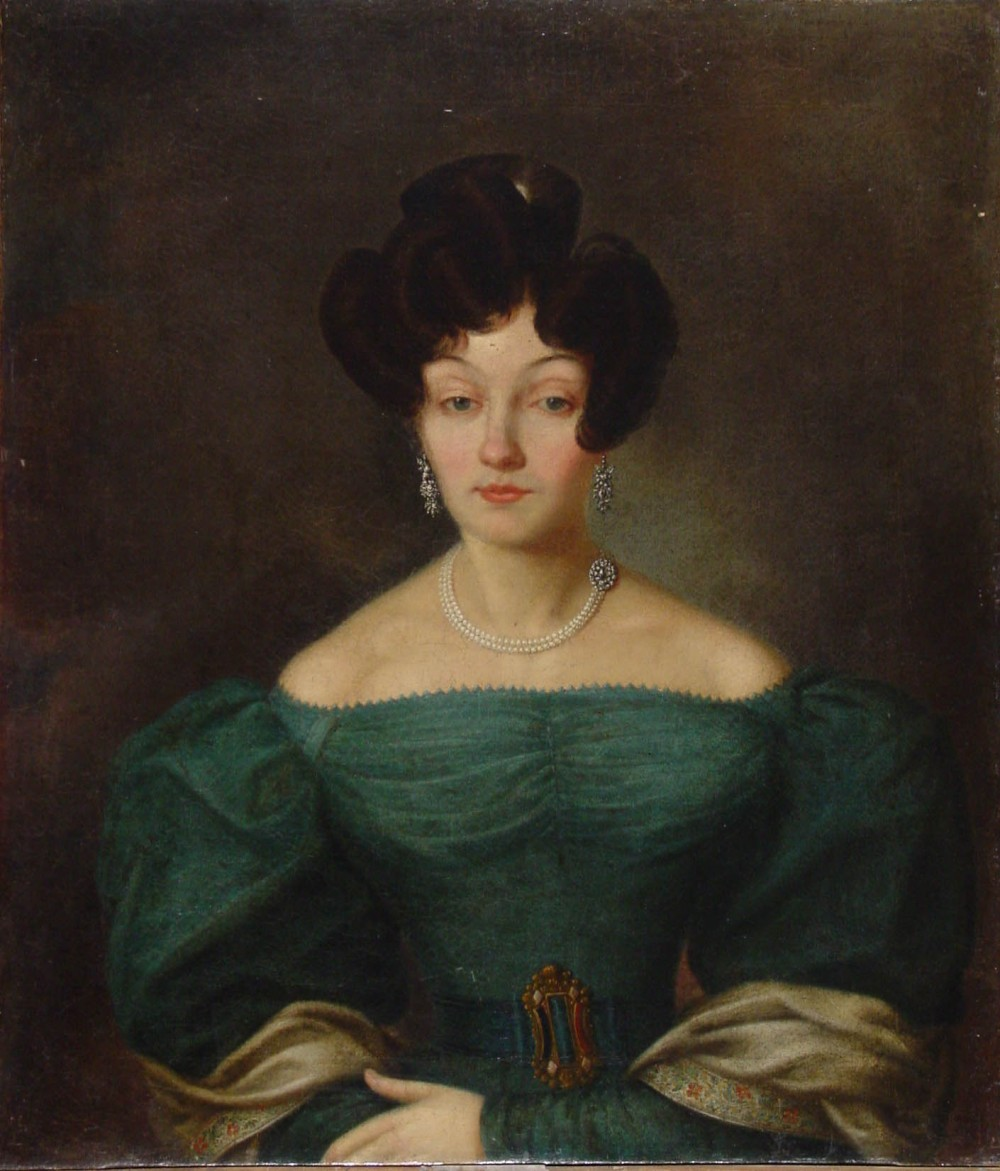
Портрет Александры Андреевны Фукс. 1830-е годы. Холст, масло. ГМИИ РТ.

## Творчество
Получил признание в Казани как портретист и миниатюрист, запечатлев известных представителей казанского общества. В 1820-е годы создал портреты К. Ф. Фукса и его жены А. А. Фукс, И. И. Протопопова, М. С. Коринфской и Н. И. Лобачевского в жанре миниатюры – портреты И. Ф. Яковкина, Г. И. Солнцева, М. Ф. Вейер, А. Г. и К. К. Людевич и других.
Композиция портретов, как правило, однообразна: поясное изображение в фас, почти вплотную приближенное к зеркалу холста, четким силуэтом выступающее на нейтральном фоне; взгляд портретируемого обращен на зрителя. Колорит строится на сочетании локальных цветов – разбеленно-телесных с ярко выраженной подрумянкой по зеленовато-оливковому подмалевку в лице и локальных цветов костюма – и тщательно исполненных аксессуаров.
Работал Л. Д. Крюков и в жанре историко-религиозной живописи («Моление о чаше» для Крестовоздвиженской церкви университета; «Благовещение», «Святая мученица Александра» для домовой церкви Родионовского института благородных девиц).

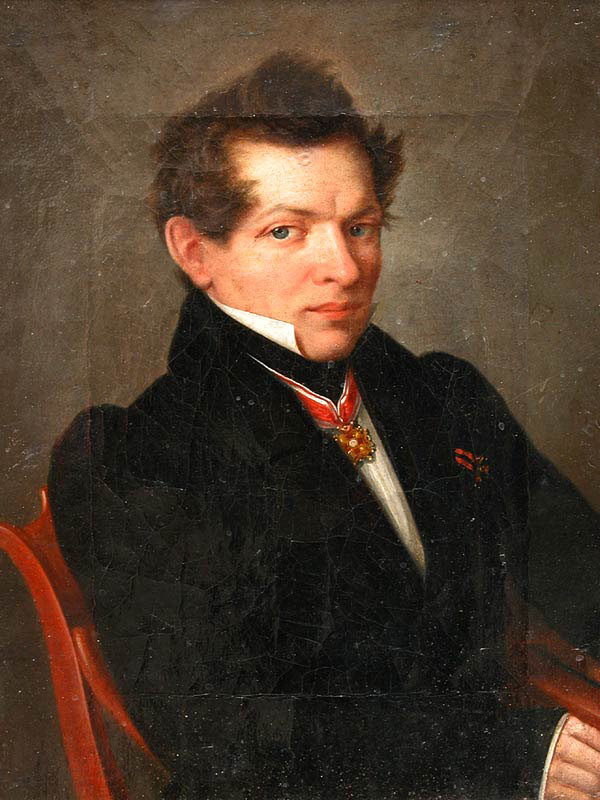
Портрет Николая Ивановича Лобачевского. 1830-е. Холст, масло.

Разносторонняя художественная деятельность Л. Д. Крюкова как педагога, художника-портретиста, религиозного живописца, декоратора, художественного эксперта сыграла решающую роль в распространении художественного образования и формировании первых художественных собраний, в активизации интереса к изобразительному искусству в среде провинциального общества.

## Семья
- сын — Дмитрий Львович Крюков (1809 – 1845) — русский филолог-классик, ординарный профессор Московского университета.